# Val-Saint-Gilles
Val-Saint-Gilles es un municipio canadiense situado en la provincia de Quebec.

## Superficie
Val-Saint-Gilles tiene una superficie de 109,39 km².

## Demografía
En 2021, tenía 169 habitantes, una densidad poblacional de 1,5 hab./km², y 79 viviendas.